# San José (Kostarika)
San José je glavni grad države Kostarike.
Grad se nalazi na visini od 1170 metara u podnožju Cordillera Central. Osnovan je 1738. kao Villa Nueva, gradska prava ima od 1813., a od 16. svibnja 1823. San José je glavni grad. Jaka je prehrambena, tekstilna i kemijska industrija; prerada duhana. Naftovod za derivate povezuje ga s lukom Limón. Sveučilište je osnovano 1946.
Međunarodna zračna luka Juan Santamaría nalazi se 23 kilometra zapadno od grada.

## Znamenitosti
Središnja banka (Banco Central) Kostarike u San Joseu izlaže indijanske zlatne predmete, većinom figurice malih životinja. Ukupna vrijednost kovina u zbirci, prema procjeni iz 1980-ih, je otprilike 6 000 000 američkih dolara.

## Gradovi prijatelji
- Peking, Kina (2009.)
- Guadalajara, Jalisco, Meksiko
- Jayapura, Indonezija
- Kfar Sava, Izrael
- La Paz, Bolivija
- Miami-Dade County, Florida, SAD
- Okayama, Japan
- Rio de Janeiro, Brazil
- San Jose, Kalifornija, SAD
- Taipei, Tajvan

## Vanjske poveznice
|  | Zajednički poslužitelj ima još gradiva o temi San José |

- Službene stranice  Arhivirana inačica izvorne stranice od 1. ožujka 2008. (Wayback Machine)